# Diastylis cornuifer
Diastylis cornuifer är en kräftdjursart. Diastylis cornuifer ingår i släktet Diastylis och familjen Diastylidae. Inga underarter finns listade i Catalogue of Life.